# الداشين
الداشين هي قرية في مقاطعة سرعين، إيران. يقدر عدد سكانها بـ 780 نسمة بحسب إحصاء 2016.